# ديارمويد نويس
ديارمويد نويس (بالإنجليزية: Diarmuid Noyes)‏ هو ممثل أيرلندي، ولد في 14 يناير 1988 بدبلن في جمهورية أيرلندا.

## وصلات خارجية
- ديارمويد نويس على موقع IMDb (الإنجليزية)
- ديارمويد نويس على موقع قاعدة بيانات الفيلم (الإنجليزية)